# الهيكل الهوائي
الهيكل الهوائي هو أحد مكونات بدن الطائرة. وهذا قد يشمل جذع الطائرة أو أجنحتها أو أسطح توجيه الطائرة كلها أو بعضها. يطلق على الشركات التي تختص في إنتاج هذه المكونات «مصنعو الهياكل الهوائية» إلا أن كثيرًا من شركات الفضاء الجوي الكبيرة المتخصصة في إنتاج مجموعة منتجات أكثر تنوعًا تقوم أيضًا بتصنيع هذه الهياكل الهوائية.
يتم إجراء الاختبارات الميكانيكية للمكونات الفردية أو الإنشاءات الكاملة في ماكينة الاختبار العالمي. ومن بين الاختبارات اختبار الشد والانضغاط والانحناء والكلال والصدمات والانضغاط بعد الصدمات.

## أمثلة
- ألكوا في شعبة هومت
- مجموعة جودريتش للإنشاءات الفضائية الجوية
- سبيريت إيروسيستمز
- فوغت
- جي كا إل
- ميسير بوجاتي دوتي
- بريمير أيروتيك
- أيروليا